# Guillermo Patricio Vera Soto
Guillermo Patricio Vera Soto (Isla de Maipo, 7 de junho de 1958) é um clérigo chileno e bispo católico romano de Rancagua.

## Biografia
Guillermo Patricio Vera Soto completou seus estudos filosóficos e teológicos no Pontifício Seminário de Santiago do Chile e foi ordenado em 12 de junho de 1982 para a Arquidiocese de Santiago do Chile. Foi pároco em Talagante, Curacaví e na Catedral de Melipilla.
O Papa João Paulo II o nomeou Prelado de Calama em 10 de abril de 2003. O arcebispo de Antofagasta, Dom Patricio Infante Alfonso, consagrou-o em 31 de maio do mesmo ano; os co-consagrantes foram Dom Pablo Lizama Riquelme, bispo militar do Chile, e Dom Enrique Troncoso Troncoso, bispo de Melipilla.
Com a elevação à diocese em 20 de fevereiro de 2010, foi nomeado bispo de San Juan Bautista de Calama.
Em 22 de fevereiro de 2014, Papa Francisco o nomeou bispo de Iquique; a posse ocorreu em 29 de março do mesmo ano. Em 8 de junho de 2021, o Papa Francisco o nomeou bispo de Rancagua; a posse ocorreu em 23 de julho do mesmo ano.